# Pike-Expedition

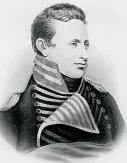
Zebulon Pike

US-Armee Hauptmann Zebulon Pike führte die Pike-Expedition (15. Juli 1806 bis 1. Juli 1807) an, die den Süden und Westen Louisianas erforschen sollte. Ungefähr gleichzeitig mit der Lewis-und-Clark-Expedition war Pikes Exkursion der erste amerikanische Versuch, die westlichen Great Plains und die Rocky Mountains in Colorado zu erforschen.

## Expedition
Pike verließ Fort Bellefontaine in der Nähe von St. Louis, Missouri, am 15. Juli mit einer Abteilung von 20 Soldaten und 50 befreiten Indianern.
Sie zogen entlang der Flüsse Missouri und Osage bis zu einem Dorf der Osage Indianer an der heutigen Grenze von Kansas und Missouri.
Dorthin brachten sie die befreiten Indianer zurück und hielten sich einige Zeit im Indianerdorf auf.
Danach zogen sie weiter Richtung Nordwesten in das Pawnee-Gebiet am Republican River in Süd-Nebraska.
Am 29. September 1806 kam Pike in einem Pawnee Dorf mit dem großen Rat der Pawnees zusammen und erklärte ihnen, dass die US-Regierung den Schutz für ihr Gebiet übernommen hätte. Er forderte sie auf, die spanische Flagge einzuholen und stattdessen die amerikanische Flagge zu hissen.
Danach wandte sich die Expedition nach Süden und zog über die Prärie zum Arkansas River. Sie erreichten den Fluss am 14. Oktober. Hier teilte sich die Gruppe. Die eine, unter dem Kommando von Leutnant James Biddle Wilkinson, zog den Arkansas River flussabwärts bis zur Mündung und dann den Mississippi aufwärts nach St. Louis zurück.
Pike führte die andere Gruppe flussaufwärts nach Westen.
Von der Prärie war Pike enttäuscht. Er nannte diese Landschaft in seinen Memoiren „Die große amerikanische Wüste“, ein Begriff, der die Besiedlung dieses Landstrichs für Jahrzehnte schwierig machte.
Am 15. November sah Pike zum ersten Mal in der dunstigen Entfernung den Berg, den er angeblich bestieg und „Grand Peak“ nannte. Später wurde der Berg unter dem Namen „Pikes Peak“ bekannt.

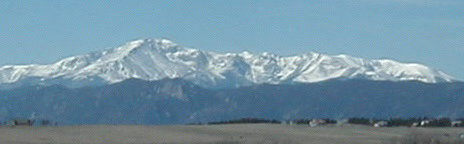
Pikes Peak von Osten

Mittlerweile ist bekannt, dass Pike überhaupt nicht diesen Berg bestiegen hatte, trotzdem blieb der Name bestehen.
Jedenfalls versuchte Pike den Aufstieg, war aber nicht entsprechend ausgerüstet, um den über 4300 m hohen Berg zu besteigen.
Da der Winter nahte, machte sich die Gruppe entlang dem Arkansas River auf zum spektakulären Royal George Canyon am Fuß der Rocky Mountains, den sie am 7. Dezember erreichten.
Das nächste Ziel der Expedition war der Oberlauf des Red River. Von dort aus wollten sie flussabwärts zum Mississippi ziehen und relativ sicheres Gebiet erreichen.
Aufgrund von geografischem Unvermögen und teilweise dummen Fehlern gelang es der Gruppe nicht, den Fluss zu finden.
Sie waren auch weder dafür ausgerüstet, eine Expedition durch die Berge zu führen, noch einen harten Winter durchzustehen. Sie zogen Richtung Norden und kamen zum südlichen Arm des Platte Rivers. Diesem folgten sie nach Norden und erreichten schließlich einen Fluss, den sie für den Oberlauf des Red River hielten. Diesem folgten sie flussabwärts, kamen aber wieder an ihrem Ausgangspunkt am Arkansas River an. Sie waren also wochenlang im Kreis gegangen.
Hungrig, verkühlt und erschöpft zogen sie weiter nach Süden über die Berge. Mehrere Männer musste aufgrund von Erschöpfung zurückgelassen werden. Pike trieb sie dennoch immer weiter an.
Am 30. Januar erreichten sie wieder einen Fluss, von dem sie meinten, dass es der Rio Grande bei Alamosa, Colorado sein müsste.
Dabei war es diesmal der Red River, den sie zuvor gesucht hatten.
Pike baute hier ein Fort und sammelte seine Männer, die er auf dem Weg zurücklassen musste, wieder ein.

## Gefangennahme
Am 26. Februar wurden Pike und seine Männer im Fort von spanischen Soldaten aus dem nahe gelegenen Santa Fe gefangen genommen. Ihnen wurde, was auch nicht ganz abwegig war, Spionage vorgeworfen. Die Spanier griffen auch die zurückgelassenen Männer auf und zogen mit ihnen nach Süden. Über Santa Fe, Albuquerque und El Paso erreichten sie schließlich Chihuahua, die Hauptstadt des Staates. Die Mitglieder von Pikes Gruppe wurden von den Spaniern mit Respekt behandelt und von den Einwohnern wurden sie gefeiert. Während des Marsches machte Pike exakte Aufzeichnungen über militärische Stärke und Einwohnerzahl der Gegend.
Chihuahuas Gouverneur Salcedo sah sich nicht in der Lage, einen Offizier eines anderen Landes festzuhalten, weil er auch die freundschaftlichen Beziehungen der Länder nicht belasten wollte. Er ordnete an, dass Pike freigelassen werden sollte. Einige seiner Männer wurden allerdings jahrelang im Gefängnis in Mexiko festgehalten.
Pike und wenige seiner Leute wurden nach Norden über San Antonio zur Grenze mit Louisiana bei Natchitoches eskortiert, das sie am 1. Juli 1807 erreichten. Die Spanier protestierten zwar offiziell bei der US-Regierung, die aber dabei blieb, dass es sich ausschließlich um eine Forschungsexpedition gehandelt hätte.
Ironischerweise erlangte Pike durch seine Gefangennahme und den Marsch durch New Mexico, Nord-Mexiko und Texas mehr Informationen über die spanische Truppenstärke, als es seine Expedition jemals vermocht hat.